# Один из тринадцати
«Один из тринадцати» (итал. Una su 13; «12 + 1» — оригинальное название) комедийный фильм 1969 года, основанный на сатирическом романе «Двенадцать стульев» (1928) советских авторов Ильфа и Петрова. Режиссёр — Николас Гесснер. В ролях: Шэрон Тейт (последний фильм), Витторио Гассман, Орсон Уэллс и Витторио Де Сика.
Премьера состоялась в Италии 7 октября 1969 года c названием «Una su 13».

## Сюжет
Марио Беретти — парикмахер, эмигрировавший в Нью-Йорк. Его жизнь достигает поворотной точки, когда он получает уведомление из Англии о смерти своей тётки и узнаёт, что стал её единственным наследником.
Марио спешно отправляется в Великобританию и там обнаруживает, что всё его наследство состоит из тринадцати антикварных стульев. Чтобы покрыть хотя бы затраты на дорогу, он их продаёт, но вскоре выясняется (из последнего сообщения от тётки), что внутри одного из стульев находится состояние. Марио пытается выкупить стулья обратно, но неудачно. В сопровождении прекрасной торговки антиквариатом Пат из Лондона он отправляется в Рим на поиски стульев, по пути встречая  кучу странных персонажей, таких как водитель фургона по перевозке мебели Альберт, проститутка Джуди, Морис, руководитель передвижной театральной труппы, которая ставит версию «Доктора Джекила и мистера Хайда», итальянский предприниматель Карло Ди Сета и его дочь Стефанелла.
Странная погоня заканчивается в Риме, где стул с деньгами падает в грузовик и отправляется в детский дом, а Марио возвращается в Америку ни с чем, попрощавшись с Пат на причале.
В Нью-Йорке Марио узнаёт от своего клиента, что изобретённое им перед отъездом в Европу средство для ращения волос, как оказалось, имеет бешеную эффективность.

## В ролях
- Витторио Гассман — Марио Беретти
- Шэрон Тейт — Пат
- Орсон Уэллс — Морис Маркау
- Витторио Де Сика — Карло Ди Сета
- Милен Демонжо — Джуди
- Джон Стейнер — Стэнли Данкан
- Терри-Томас — Альберт
- Грегуар Аслан — психиатр
- Тим Брук-Тейлор — Джеки
- Оттавия Пикколо — Стефанелла Ди Сета